# Святилище Калакай
Святи́лище Калака́й — уникальная древняя обсерватория, расположенная в долине реки Биен у северных отрогов Джунгарского Алатау на небольшом плоскогорье.

## Описание
Святилище Калакай выложено в форме круга, из мелких и крупных валунов, диаметром 97 м. В центре круга лежит огромный валун, который остался здесь после схода ледника. В рамках круга выложен крест из крупных камней, который ориентирован по сторонам света. Святилище напоминает солнечный круг. Крест в круге — символ солнца повторяется у многих древних цивилизаций.
Согласно исследованиям, памятник датируется первым тысячелетием до н. э. Недалеко от святилища присутствует больше скопление курганов сакского периода, которые не относятся к памятнику.
Учёные выявили, что конструкция святилища является часами и календарем. Именно поэтому его называют обсерваторией, где в древние времена высчитывались восход и заход солнца, дни равноденствия, приходы новых сезонов, сезон дождей и т. д.
На ледниковом камне находятся рисунки эпохи саков — архар с загнутыми рогами (символ солнца), и жертвенные лунки.